# Michael Mukasey

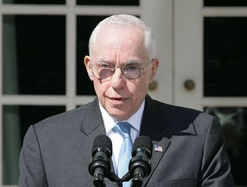
Michael Mukasey

Michael Bernard Mukasey, född 28 juli 1941 i Bronx i New York, är en amerikansk jurist och politiker. Han var USA:s justitieminister 2007–2009. Han arbetade tidigare som federal domare.
Mukaseys far föddes i Tsarryssland och invandrade till USA under första världskriget. Mukasey gick i judisk-ortodoxa Ramaz School på Manhattan. Han avlade 1967 juristexamen vid Yale Law School.
Han är god vän och före detta juridisk rådgivare till den republikanske presidentkandidaten Rudolph W "Rudy" Giuliani. Han förestavade ämbetseden för Giuliani när denne blev New Yorks borgmästare 1994.
USA:s president George W. Bush utnämnde honom 2007 till justitieminister efter Alberto Gonzales. Han godkändes av senaten med röstsiffrorna 53 mot 40.